# Sânlazăr
Sânlazăr – wieś w Rumunii, w okręgu Bihor, w gminie Chișlaz. W 2011 roku liczyła 405 mieszkańców.